# جيمس سي آدمسن
جيمس كريج آدمسن (بالإنجليزية: James C. Adamson)‏ (ولد في 3 مارس 1946) هو رائد فضاء سابق في وكالة ناسا وعقيد متقاعد في جيش الولايات المتحدة. متزوج ولديه ثلاثة أطفال. سافر جيمس آدمسن إلى الفضاء في مهمتين، إس تي إس 28 وإس تي إس 43، وأكمل 263 دورةً حول الأرض خلال 334 ساعة في الفضاء. بعد تقاعده من وكالة ناسا، عمل في شركة ألايد سجنل (التي دُمجت لاحقًا مع شركة هانيويل) قبل أن يتقاعد في عام 2001. سجل آدمسن أكثر من 3000 ساعة تحليق على متن أكثر من 30 نوعًا مختلفًا من طائرات الهليكوبتر والطائرات الجوية.

## معلومات شخصية
وُلد آدمسن في 3 مارس 1946 في وارسو، نيويورك. يقيم حاليًا في فيشرزفيل، فيرجينيا مع زوجته إلين واثنين من أبنائه الثلاثة.

## تعليمه
حاز آدمسن على درجة البكالوريوس في الهندسة وتقلد رتبة ملازم ثانٍ في الجيش الأمريكي من الأكاديمية العسكرية للولايات المتحدة في ويست بوينت، نيويورك عام 1969. في عام 1977، حاز على درجة الماجستير في هندسة الطيران والفضاء الجوي من جامعة برينستون. في عام 2010، حاز على شهادة المدير المعتمد، وتخرج من كلية المديرين (التي هي مشروع مشترك بين جامعة ماكماستر ومجلس المؤتمرات الكندي). بالإضافة إلى ذلك، أكمل تدريب طيران وتدريبًا في سلاح المظلات، وتدريب مياه القطب الشمالي والنجاة في الجبال، وتدريب الأسلحة النووية، وتدريب الضباط الأساسي والمتقدم، وتدريب قيادة الجيش الأمريكي وكلية الأركان العامة، والكلية البحرية الأمريكية لاختبار الطيران.

## الخبرة العسكرية
كطيار اختبار عسكري، قام آدمسن بالتحليق بطائرات بحثية في قاعدة إدواردز الجوية، جامعة برينستون، ويست بوينت، وفي المحطة الجوية البحرية باتوكسنت ريفر، وفي مركز هيوستن التابع لناسا. خلال حرب فيتنام، حلق في منطقة الفيلق الرابع وفي كمبوديا مع سلاح الفرسان الجوي كطيار استطلاعي وقائد فريق وقائد مهمة جوية. وقد حلق أيضًا مع العديد من وحدات الطيران في وقت السلم في فورت بليس، تكساس، وويست بوينت وهيوستن، تكساس. بعد أن حاز على درجة الماجستير في هندسة الطيران والفضاء الجوي من جامعة برينستون، أصبح أستاذًا مساعدًا للديناميكا الهوائية في الأكاديمية العسكرية الأمريكية في ويست بوينت. أثناء وجوده في ويست بوينت، طور ودرّس دورات تعليمية في ميكانيكا الموائع والديناميكا الهوائية وأداء واستقرار الطائرات والتحكم بها. كما طور مختبرات لاختبار رحلات الطائرات وأكمل كتابًا عن أداء الطائرات. بالإضافة إلى كونه طيارًا تجريبيًا وطيار رئيسي في الجيش، يُعتبر آدمسن مهندسًا محترفًا مُعتمدًا وطيارًا تجاريًا مُرخصًا. في المهام البرية مع الجيش، أشرف آدمسن على وحدات صواريخ ذات قدرات نووية في أوروبا والولايات المتحدة.

## عمله في ناسا
عمل آدمسن في مركز ليندون بي. جونسون للفضاء بين عامي 1981 و1992. خلال مرحلة اختبار الطيران التشغيلي لبرنامج مكوك الفضاء، عمل كطيار اختبار بحثي وضابط ديناميكا هوائية في مركز التحكم بالمهمات. بعد الانتهاء من رحلات الاختبار التشغيلية، أصبح ضابط ملاحة وتحكم في مهمة المكوك 5 حتى مهمة المكوك 11. كرائد اختبار بحثي، أجرى أيضًا دراسات استشعار عن بعد محمولة جوًا في مجال أبحاث المحيط الحيوي.
بعد اختياره ليكون رائد فضاء في ناسا عام 1984، أصبح آدمسن مؤهلًا لمهمات مكوك الفضاء. في نوفمبر 1985، اختير ضمن طاقم مهمة تابعة لوزارة الدفاع، لكنها أُجلت لاحقًا بسبب حادث تحطم مكوك تشالنجر. خلال فترة إعادة تهيئة برنامج مكوك الفضاء، كان آدمسن أحد رواد الفضاء الإحدى عشر المُختارين لشغل مناصب إدارية في ناسا. شغل منصب مساعد مدير مكتب برنامج المكوك للتكامل الهندسي. في هذا المنصب، كان مسؤولًا عن التطوير الأولي لبرنامج صيانة لبرنامج مكوك الفضاء معتمد على الموثوقية. كما بدأ برنامج تحسينات للحكم الأرضي بالمكوك.
في فبراير 1988، اختير آدمسن ضمن طاقم مهمة إس تي إس 28، التي كانت أول رحلة لمكوك كولومبيا بعد فترة إعادة التهيئة. انطلق مكوك كولومبيا من مركز كنيدي للفضاء، فلوريدا في 8 أغسطس 1989. حمل المكوك على متنه حمولة سرية تابعة لوزارة الدفاع وعددًا من الحمولات الثانوية. بعد إكمال 80 دورةً حول الأرض خلال 121 ساعة، هبط المكوك على المدرج 17 في قاعدة إدواردز الجوية، كاليفورنيا، في 13 أغسطس 1989.

## ريادة الفضاء
شارك في المهمات الفضائية:
- STS-28
- STS-43.

## جوائز
حصل على جوائز منها:
- جائزة الشجاعة طيران
- ميدالية النجمة البرونزية
- وسام الجو.